# Open Motif
Open Motif (неофициально — OpenMotif) — бесплатная версия проприетарной библиотеки элементов интерфейса Motif, предназначенная для GNU/Linux и других свободных операционных систем. Разрабатывается The Open Group, правообладателем официальной версии Motif.
Open Motif по функциональности не отличается от Motif, но имеет более либеральную лицензию. Тем не менее, Open Motif — не открытое и не свободное ПО. (Наличие слова open в названии, которое намекает на открытость, хотя код Open Motif не соответствует критериям открытости FSF, привело к критике со стороны пропагандиста идеологии СПО Ричарда Столлмана.) Лицензия Open Motif похожа на IBM Public License, но, в отличие от последней, разрешает бесплатно пользоваться Open Motif только на операционных системах на основе открытого ПО.
Для проприетарных операционных систем The Open Group предоставляет платную версию библиотеки Motif.
До выпуска Open Motif официальные версии Motif предоставлялись только на платной основе.
Первая версия Open Motif, 2.1.30, была выпущена в мае 2000. Open Motif 2.3 была выпущена в июне 2007.